# Promachus nigropennipes
Promachus nigropennipes är en tvåvingeart som beskrevs av Hobby 1933. Promachus nigropennipes ingår i släktet Promachus och familjen rovflugor.
Artens utbredningsområde är Madagaskar. Inga underarter finns listade i Catalogue of Life.